# Vea (supermercado)
Vea es una cadena de supermercados argentina, originaria de la Provincia de Mendoza.

## Dueños y orientación en el mercado
Es propiedad de la empresa chilena Cencosud, que además es dueña de hipermercados Jumbo y supermercados Disco. A diferencia de estas dos últimas, que se orientan a la calidad de servicio, Vea se centra en ofrecer precios bajos.

## Distribución y presencia
Posee 183 tiendas ubicadas en todo el ámbito de la Argentina, a excepción de las provincias de Formosa, La Pampa, Misiones, Santa Cruz y Tierra del Fuego.